# Hải quân Trung Hoa Dân Quốc
Hải quân Trung Hoa Dân Quốc (ROCN; tiếng Trung: 中華民國海軍; bính âm: Zhōnghuá Mínguó Hǎijūn), còn được gọi là Hải quân Đài Loan, là nhánh hàng hải của Quốc quân Trung Hoa Dân Quốc (ROCAF).